# Шабазз, Джамал
Джамал Шабазз (англ. Jamaal Shabazz; род. 22 ноября 1963) — тринидадский футбольный тренер.

## Биография
В качестве главного тренера на высоком уровне дебютировал в "Джо Паблике". С 2000 года Шаббаз с небольшим перерывом тренирует клуб "Морва Каледония Юнайтед". Из дебютанта элитной тринидадской лиги специалист превратил команду в одну из сильнейших в стране. Трижды она выигрывала национальный кубок, а в 2012 году стала победителем Карибского клубного чемпионата.
Трижды Шабазз совмещал работу в "Каледонии" с руководством сборной Гайаны. Во время отбора к ЧМ-2014 "Золотые ягуары" выбили из борьбы на поездку на мундиаль тринидадцев и дошли до третьего отборочного этапа. Этот результат стал лучшим в истории Гайаны.
В 2012—2013 гг. Шаббаз вместе с Хадсоном Чарльзом делили пост главного тренера сборной Тринидада и Тобаго. В 2013 году специалист вернулся в "Каледонию". Параллельно он занимает в ней должность президента. В мае 2019 года он возглавил  сборную Сент-Люсии.

## Достижения

### Национальные
- Обладатель Кубка Тринидада и Тобаго (3): 2008, 2011/12, 2012/13.
- Финалист Кубка Тринидада и Тобаго (1): 2007.
- Обладатель Кубка лиги Тринидада и Тобаго (2): 2011, 2012.
- Обладатель Digicel Pro Bowl (1): 2008.
- Обладатель Trinidad and Tobago Goal Shield (2): 2012, 2016.

### Континентальные
- Победитель Карибского клубного чемпионата (1): 2012.